# Maurice Bouladoux
Maurice Bouladoux est un syndicaliste français, secrétaire général  de 1948 à 1953, puis président de 1953 à 1961 de la CFTC.

## Biographie
Maurice Bouladoux est né le 16 juillet 1907 à Parthenay et décède le 8 novembre 1977 à Saint-Leu-la-Forêt.
Il commence à travailler à l’âge de quinze ans comme aide-comptable dans une entreprise de textile. En 1929, il est cofondateur de la Jeunesse syndicaliste chrétienne,.
Lors de son retour au pouvoir en 1958, le général De Gaulle lui propose un portefeuille ministériel qu'il refuse au nom de la liberté syndicale.

## Décoration
- Commandeur de l'ordre de l'Économie nationale (1955)[6]

## Ouvrage
- La CFTC : Espoir du monde des travailleurs. Éditeur CFTC. 1957[7].